# Îles Chantar
Les îles Chantar (en russe : Шантарские острова) forment un archipel composé de quinze îles situées dans la partie occidentale de la mer d'Okhotsk, près de la Russie continentale. La plupart des îles ont des falaises accidentées, mais elles sont de hauteur modérée; le point culminant du groupe d'îles est de 720 mètres. Les îles, actuellement inhabitées, dépendent administrativement du kraï de Khabarovsk. 

## Description

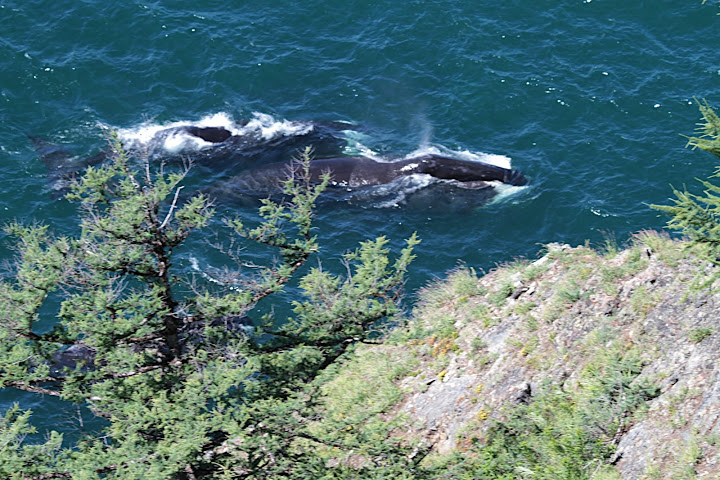
Baleines à bosse dans le détroit de Lingolm.

Les principales îles de l'archipel sont :
- Grande Chantar ou Bolchoï Chantar, la + grande île (1 766 km2 ; point culminant 720 m) ;
- Feklistova (372 km2 ; 485 m) ;
- Petite Chantar ou Maly Chantar (100 km2 ; 224 m) ;
- Belitchi (70 km2 ; 453 m) ;
- Prokofiev (40 km2 ; 638 m) ;
- Koussov (10 km2 ; 651 m).

## Histoire
Le peuple Nivkh a peuplé les îles Chantar jusqu'aux années 1730. La première exploration enregistrée des îles Chantar remonte à avril 1640, lorsque l'explorateur russe Ivan Moskvitine aurait navigué jusqu'à l'embouchure du fleuve Amour avec un groupe de Cosaques et aurait repéré les îles Chantar au retour. Moskvitine a rapporté ses découvertes au prince Shcherbatov, le voïvode moscovite de Tomsk. Sur la base du récit d'Ivan Moskvitine, la première carte russe de l'Extrême-Orient a été dessinée en mars 1642. Les îles ont également été explorées par des géomètres russes entre 1711 et 1725.
Fin 2013, le parc national des îles Chantar a été créé par des scientifiques et des écologistes russes avec le soutien du WWF et de plusieurs organisations internationales pour protéger la faune des îles.

## Flore et faune
Il y a beaucoup d'oiseaux en voie de disparition sur ces îles, comme le hibou de Blakiston, le balbuzard pêcheur, la cigogne noire, le grèbe jougris, le faucon gerfaut, la bécassine solitaire, l'aigle de mer de Steller et le tétras de Sibérie. Au printemps et en été, un certain nombre d' oiseaux marins nichent sur les îles, comme la mouette à tête noire, le guillemot à bec épais, le macareux huppé, la sterne des Aléoutiennes, le guillemot à long bec, et le cormoran pélagique. 
L'ours brun du Kamtchatka (Ursus arctos beringianus), la martre, le renne ou caribou, le renard roux et la loutre de rivière sont communs dans les îles. Les rivières sont peuplées d'esturgeons, de saumons, de truites et de divers autres poissons.
Les eaux autour de ces îles côtières sont gelées pendant environ huit mois de l'année en moyenne. Pinnipèdes (tels que les phoques, les phoques barbus, les phoques communs, les lions de mer de Steller), loutres de mer et les cétacés tels que les petits rorquals, orques et les très menacées d'extinction baleines boréales, les baleines grises occidentales et des bélugas peuvent être vus au large des îles.

## Dans la culture
Dans le roman d'Andreï Makine L'Archipel d'une autre vie (2016), les îles Chantar sont supposées provoquer une anomalie magnétique, empêchant l'aiguille d'une boussole de trouver le nord.

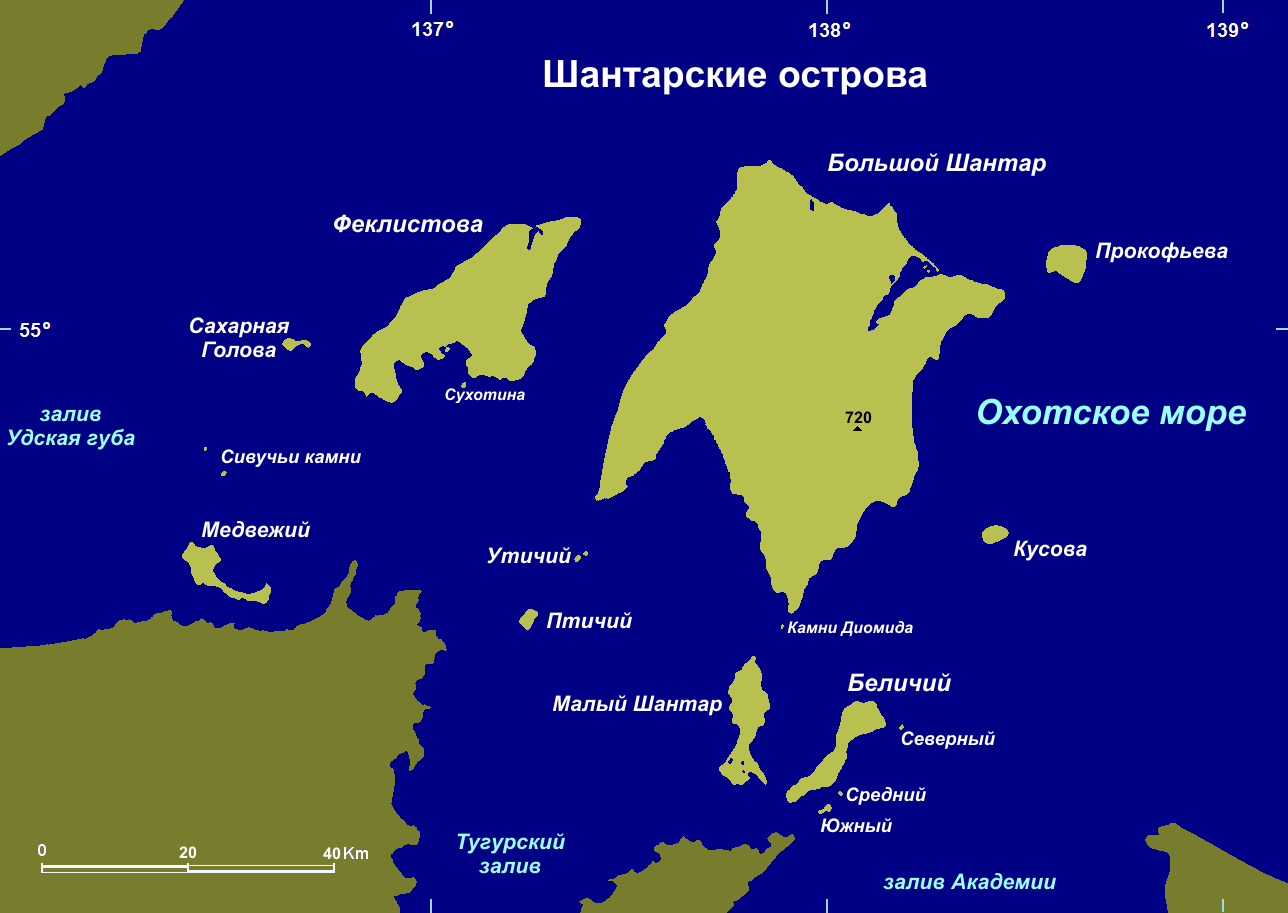
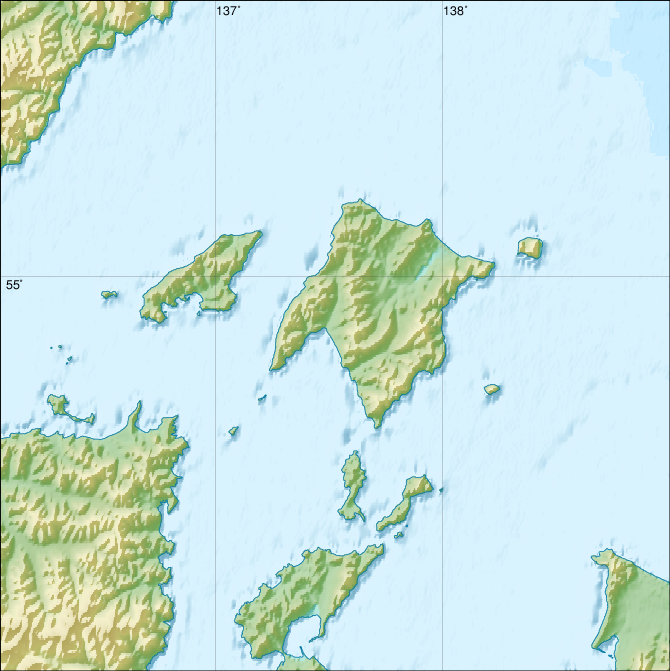